# Bytovia Bytów
MKS Bytovia Bytów – polski klub piłkarski z siedzibą w Bytowie założony w 1946 roku.
Sponsorem drużyny do 30 czerwca 2018 roku była firma Drutex z siedzibą w Bytowie, która 21 maja 2018 roku wypowiedziała umowę sponsoringową MKS Drutex-Bytovii.

## Historyczne nazwy klubu
| 1946–1949 | KS Bytovia Bytów           |
| 1949–1955 | KS Bytovia/Budowlani Bytów |
| 1955–1956 | ZS Gwardia Bytów           |
| 1956–1958 | KS Sparta/Bytovia Bytów    |
| 1958–1962 | LKS Bytovia Bytów          |
| 1962–1975 | MKS Bytovia/Start Bytów    |
| 1975–1978 | LZS Bytovia Bytów          |
| 1978–1992 | MLKS Baszta Bytów          |
| 1992–2003 | MKS Bytovia Bytów          |
| 2003–2018 | MKS Drutex-Bytovia Bytów   |
| 2018–     | MKS Bytovia Bytów          |

## Stadion

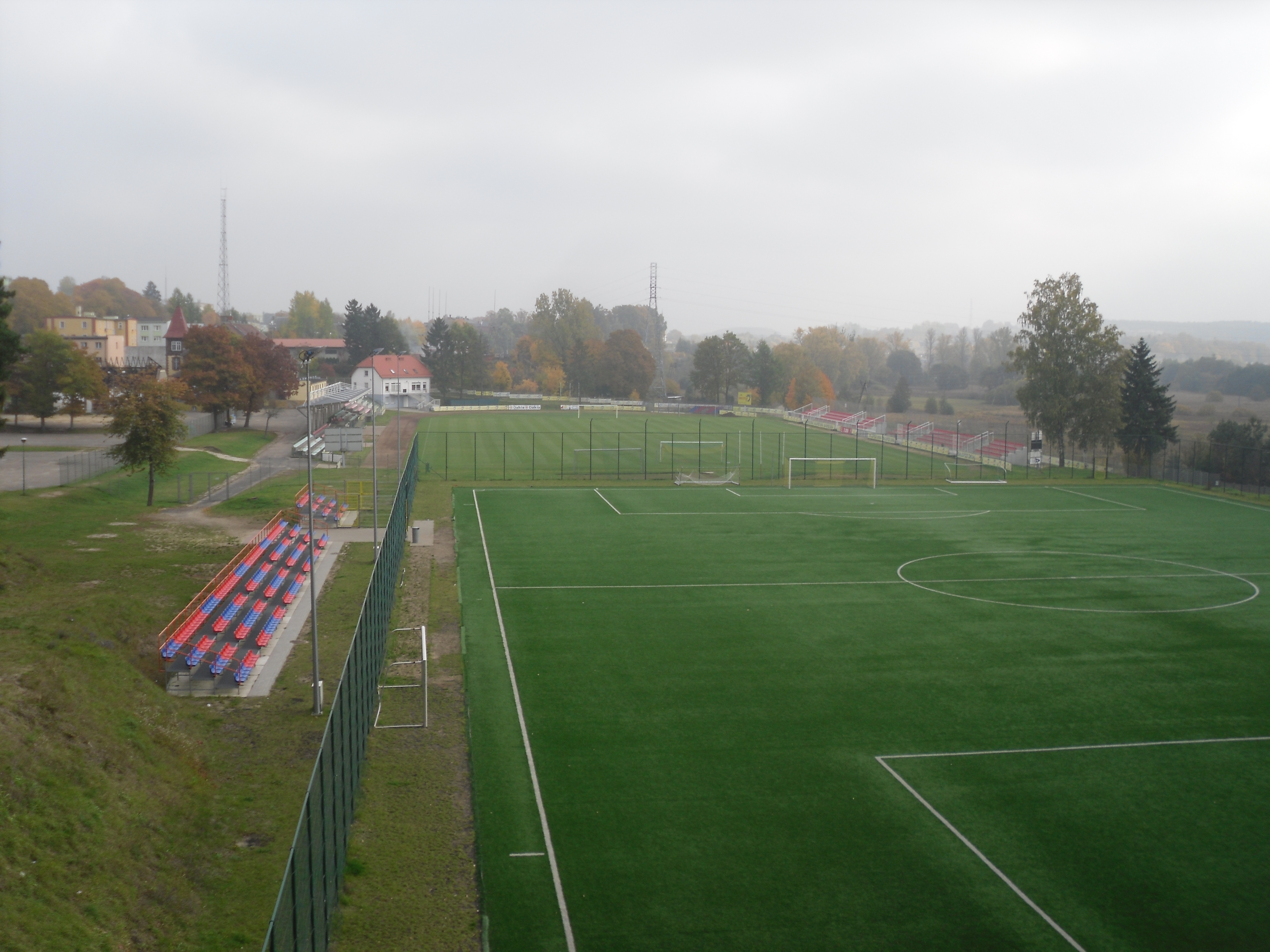
Stadion w Bytowie

Stadion MOSiR w Bytowie może pomieścić 2043 osób. W 2012 roku powstały nowe trybuny wzdłuż boiska, z których główna otrzymała jednocześnie zadaszenie. Posiada zainstalowane oświetlenie (1600 luksów). Pole gry zajmuje obszar 105 × 68 m.

## Sukcesy
- 2016/17, 2017/18: 1/4 finału Pucharu Polski
- 2015/16: 8. miejsce w I lidze
- 2009/10: 1/8 finału Pucharu Polski (rezerwy)

## Droga do 1/4 finału Pucharu Polski
Największym sukcesem w historii klubu jest awans Bytovii do 1/4 finału Pucharu Polski w sezonach 2016/2017 i 2017/2018.

### Sezon 2016/2017
1/32 finału Pucharu Polski
| 23 lipca 2016 17:00 | Błękitni Stargard · Sadowski (21') Kaliszewski (51') | 1:2(1:1) | Drutex-Bytovia Bytów · Surdykowski (57') | Stadion Miejski w Stargardzie Widzów: ? Sędzia: Konrad Gąsiorowski (Biała Podlaska) |
|                     |                                                      |          |                                          |                                                                                     |

1/16 finału Pucharu Polski
| 10 sierpnia 2016 19:00 | Drutex-Bytovia Bytów · Jakub Bąk (87') | 1:0(0:0) | Zagłębie Lubin | Stadion MOSiR w Bytowie Widzów: 1280 Sędzia: ? |
|                        |                                        |          |                |                                                |

1/8 finału Pucharu Polski
| 22 września 2016 20:30 | Drutex-Bytovia Bytów · Opałacz (11') · Wróbel (33') · Klichowicz (67') | 3:0(2:0) | Śląsk Wrocław | Stadion MOSiR w Bytowie Widzów: 1700 Sędzia: Łukasz Bednarek (Koszalin) |
|                        |                                                                        |          |               |                                                                         |

1/4 finału Pucharu Polski
| 22 października 2016 17:30 | Drutex-Bytovia Bytów · Surdykowski (29') Jakub Bąk (83') | 2:1(1:0) | Arka Gdynia · Abbott (85') | Stadion MOSiR w Bytowie Widzów: 2000 Sędzia: Jarosław Przybył (Kluczbork) |
|                            |                                                          |          |                            |                                                                           |

| 29 listopada 2016 20:30 | Arka Gdynia · Hofbauer (76') | 1:0(0:0) | Drutex-Bytovia Bytów | Stadion Miejski w Gdyni Widzów: 3117 Sędzia: Tomasz Musiał (Kraków) |
|                         |                              |          |                      |                                                                     |

### Sezon 2017/2018
Runda wstępna Pucharu Polski
| 5 lipca 2017 | ŁKS 1926 Łomża                   | 2:4   | Drutex-Bytovia Bytów                                             |                                                                     |
| 17:00        | Sadowski (21') Kaliszewski (51') | (1:0) | Surdykowski (57')(k) Surdykowski (63') · Biel (85') · Biel (90') | Stadion Miejski w Łomży Sędzia: Konrad Gąsiorowski (Biała Podlaska) |

1/32 finału Pucharu Polski
| 22 lipca 2017 | Błękitni Stargard | 1:2   | Drutex-Bytovia Bytów          |                                                                              |
| 17:00         | Węsierski (57')   | (0:2) | Surydowski (33')(k) Biel (44) | Stadion Miejski w Stargardzie Widzów: 800 Sędzia: Łukasz Bednarek (Koszalin) |

1/16 finału Pucharu Polski
| 9 sierpnia 2017 | Drutex-Bytovia Bytów     | 1:0   | Lechia Gdańsk |                                                                         |
| 19:00           | Sebastian Kamiński (61') | (0:0) |               | Stadion MOSiR w Bytowie Widzów: 2009 Sędzia: Łukasz Bednarek (Koszalin) |

1/8 finału Pucharu Polski
| 19 września 2017 | Drutex-Bytovia Bytów                                     | 0:0 k. 5:4    | Pogoń Szczecin                                       |                                                                       |
| 20:30            |                                                          | (0:0, k. 5:4) |                                                      | Stadion MOSiR w Bytowie Widzów: 1560 Sędzia: Sylwester Rasmus (Toruń) |
| 20:30            | · Wróbel · Hebel · Duda · Wolski · Surdykowski · Stasiak | Rzuty karne   | · Gyurcsó · Drygas · Nunes · Kort · Cincadze · Dwali | Stadion MOSiR w Bytowie Widzów: 1560 Sędzia: Sylwester Rasmus (Toruń) |

1/4 finału Pucharu Polski
| 25 października 2017 | Drutex-Bytovia Bytów | 1:3   | Legia Warszawa                              |                                                                           |
| 20:30                | Szewczyk (45')       | (0:2) | Sadiku (2') · Pasquato (29') · Sadiku (87') | Stadion MOSiR w Bytowie Widzów: 2050 Sędzia: Jarosław Przybył (Kluczbork) |

| 28 listopada 2017 | Legia Warszawa                                                        | 4:2   | Drutex-Bytovia Bytów             |                                                                                      |
| 20:30             | Hildeberto (47') Szymański (49') · Hildeberto (62') · Szymański (71') | (0:1) | Surdykowski (26') Kamiński (90') | Stadion Wojska Polskiego w Warszawie Widzów: 7240 Sędzia: Sebastian Jarzębak (Bytom) |

## Historyczne składy

### Skład w 2020
Wprowadzono 9 sierpnia 2020
| Nr | Poz. | Piłkarz            |
| -- | ---- | ------------------ |
| 33 | BR   | Maciej Gostomski   |
| 99 | BR   | Bartosz Ryngwelski |
| 2  | OB   | Adrian Bielawski   |
| 5  | OB   | Krzysztof Bąk      |
| 26 | OB   | Deleu              |
| 65 | OB   | Haris Memić        |
|    | OB   | Jakub Lizakowski   |
| 7  | PO   | Łukasz Wasiak      |
| 8  | PO   | Mateusz Szela      |

| Nr | Poz. | Piłkarz            |
| -- | ---- | ------------------ |
| 10 | PO   | Przemysław Lech    |
| 16 | PO   | Maciej Blaszkowski |
| 17 | PO   | Patryk Wolski      |
| 19 | PO   | Adam Szmidke       |
| 55 | PO   | Paweł Zawistowski  |
|    | PO   | Aleks Hendryk      |
| 9  | NA   | Piotr Giel         |
| 14 | NA   | Adrian Kwiatkowski |
| 68 | NA   | Karol Czubak       |

## Sztab szkoleniowy
Stan na 21 marca 2023
| Funkcja          | Imię i Nazwisko        |
| ---------------- | ---------------------- |
| Trener           | Tomasz Bąkowski        |
| Asystent trenera | Seweryn Lublewski      |
| Trener bramkarzy | Krzysztof Oleszkiewicz |
| Masażysta        | Waldemar Kowalik       |

## Zarząd klubu
Stan na 21 marca 2023
| Funkcja            | Imię i Nazwisko       |
| ------------------ | --------------------- |
| Prezes             | Łukasz Hinc           |
| Wiceprezes Zarządu | Adrian Lass           |
| Wiceprezes Zarządu | Łukasz Telesiński     |
| Sekretarz          | Marcin Bartłomiejczuk |
| Członek Zarządu    | Bartosz Malek         |

## Rozgrywki ligowe
- 2002/2003: Klasa okręgowa, 3. miejsce
- 2003/2004: Klasa okręgowa, 3. miejsce
- 2004/2005: Klasa okręgowa, 1. miejsce → awans do IV ligi
- 2005/2006: IV liga, 4. miejsce
- 2006/2007: IV liga, 4. miejsce
- 2007/2008: IV liga, 4. miejsce → reorganizacja systemu ligowego
- 2008/2009: III liga, 5. miejsce
- 2009/2010: III liga, 14. miejsce
- 2010/2011: III liga, 1. miejsce → awans do II ligi
- 2011/2012: II liga, 3. miejsce
- 2012/2013: II liga, 3. miejsce
- 2013/2014: II liga, 2. miejsce → awans do I ligi
- 2014/2015: I liga, 13. miejsce
- 2015/2016: I liga, 8. miejsce
- 2016/2017: I liga, 15. miejsce
- 2017/2018: I liga, 13. miejsce
- 2018/2019: I liga, 16. miejsce → spadek do II ligi
- 2019/2020: II liga, 4. miejsce
- 2020/2021: II liga, 19. miejsce → karna degradacja administracyjna do IV ligi grupy pomorskiej[7]
- 2021/2022: IV liga, 8. miejsce
- 2022/2023: IV liga, 17. miejsce → spadek do klasy okręgowej
- 2023/2024: klasa okręgowa, 1. miejsce → awans do IV ligi
- 2024/2025: IV liga, 12. miejsce